# Романов (Львовская область)
Рома́нов (укр. Романів) — село в Бобрской городской общине Львовского района Львовской области Украины.
Центр сельской рады (совета). Расположен в 29 км от города Перемышляны, в 13 км от железнодорожной станции Старое Село на линии Львов — Ходоров. Население — около 900 человек.

## История
Село впервые упоминается в документе 1410 года. В близлежащем с. Подгородище сохранились два древнерусских городища XI—XIII веков.
В 1884 г. здесь начала действовать изба-читальня.

## Достопримечательности
- Церковь Святого Михаила (1813 г.)
- Памятник Ивану Франко, а также мемориальная доска на сельской библиотеке писателю посетившему село в молодые годы.
- На расстоянии около 25 км от села находится гора Камула (471 метров над у.м.) — высшая точка Подольской возвышенности и всей территории между Уральскими горами и Карпатами. Покрытая буковым лесом, гора Камула является также самой высокой вершиной хребта Гологоры[1]. В том же лесу находится место древнего городища, место стоянки и боев казаков и татар, место расположения монастыря и ожесточённых боёв Первой и Второй мировой войны.
- Памятник погибшим односельчанам в Великой Отечественной войне. Снесён в декабре 2022.[2]

## Персоналии
- Иванко Сушик — герой Грюнвальдской битвы (1410).